# RK Sintelon Bačka Palanka
Le RK Sintelon Bačka Palanka (serbe : Рукометни клуб Синтелон) est un ancien club de handball basé à Bačka Palanka en Serbie. Fondé en 1952 sous le nom de club de Tekstilac, le club bénéficie dès 1970 du sponsoring de l'entreprise locale Sintelon Bačka Palanka et prend ce nom. Après de l'entreprise par la société française Tarkett, le club est renommé RK Tarkett avant disparaître en 2009 à cause de problèmes financiers.

## Palmarès
Compétitions nationales
Le club a successivement évolué en Yougoslavie jusqu'en 1992, en République fédérale de Yougoslavie entre 1992 et 2003 devenu Serbie-et-Monténégro entre 2003 et 2006 et enfin en Serbie depuis 2006 :
- Championnat de RF Yougoslavie
  - Deuxième (2) : 2000, 2001
  - Troisième (2) : 1999, 2002
- Coupe de RF Yougoslavie
  - Vainqueur (1) : 2000
  - Finaliste (2) : 1997 et 2002

Compétitions internationales
- Coupe des vainqueurs de coupe (C2)
  - Quart-de-finaliste en 2001
- Coupe de l'EHF (C3)
  - Quart-de-finaliste en 2002

## Personnalités liées au club
Parmi les joueurs ayant évolué au club, on trouve :
- Danijel Anđelković : joueur de 2001 à 2003
- Bojan Beljanski : joueur de 1997 (formé au club) à 2008
- Ratko Đurković : joueur de 1997 à 1999
- Jovica Elezović : entraineur dans les années 1990/2000
- Nebojša Golić : joueur de 1999 à 2001
- Dobrivoje Marković : joueur de ? à 2001
- Duško Milinović : joueur dans les années 1990
- Draško Mrvaljević : joueur de 2000 à 2003
- Ratko Nikolić : joueur de 1999 à 2003
- Danijel Šarić : joueur de 1999 à 2003
- Žarko Šešum : joueur de 2003 (formé au club) à 2007
- Dragan Sudžum : joueur dans les années 1990
- Miodrag Vujadinović : joueur dans les années 1990
- Marko Vujin : joueur de 2000 (formé au club) à 2003